# جاده کوهستانی گروسگلاکنر
جاده کوهستانی گروسگلاکنر (به آلمانی Großglockner-Hochalpenstraße) بلندترین جاده کوهستانی اتریش است که براک در ایالت سالزبورگ را از طریق Fuscher Törl و Hochtor Pass در ارتفاع ۲٬۵۰۴ متر (۸٬۲۱۵ فوت) به هایلیگنبلوت در کرنتن متصل می‌کند. نام این جاده از گروسگلوکنر، بلندترین کوه اتریش گرفته شده‌است.